# Кубок Албанії з футболу 2007—2008
Кубок Албанії з футболу 2007–2008 — 56-й розіграш кубкового футбольного турніру в Албанії. Титул вшосте здобула Влазнія.

## Календар
| Раунд                   | Дата                            | Матчі | Клуби   |
| ----------------------- | ------------------------------- | ----- | ------- |
| Перший попередній раунд | 5 вересня 2007                  | 8     | 46 → 38 |
| Другий попередній раунд | 19 вересня 2007                 | 4     | 38 → 34 |
| Третій попередній раунд | 26 вересня 2007                 | 2     | 34 → 32 |
| 1/16 фіналу             | 27-28 листопада/2-5 грудня 2007 | 32    | 32 → 16 |
| 1/8 фіналу              | 13/27 лютого 2008               | 16    | 16 → 8  |
| 1/4 фіналу              | 5/12 березня 2008               | 8     | 8 → 4   |
| 1/2 фіналу              | 9/23 квітня 2008                | 4     | 4 → 2   |
| Фінал                   | 7 травня 2008                   | 1     | 2 → 1   |

## 1/16 фіналу
| Команда 1                  | Заг.    | Команда 2        | 1-й матч | 2-й матч |
| -------------------------- | ------- | ---------------- | -------- | -------- |
| 27 листопада/4 грудня 2007 |         |                  |          |          |
| Бутринті (3)               | 4:6     | Тирана           | 2:2      | 2:4      |
| 28 листопада/2 грудня 2007 |         |                  |          |          |
| Тепелена (2)               | 3:3 (ч) | Скендербеу       | 3:2      | 0:1      |
| 28 листопада/4 грудня 2007 |         |                  |          |          |
| Скрапарі (2)               | 1:4     | Партизані        | 0:2      | 1:2      |
| Бюліс (Балш) (2)           | 2:6     | Беса             | 2:3      | 0:3      |
| 28 листопада/5 грудня 2007 |         |                  |          |          |
| Ада (2)                    | 3:4     | Фламуртарі       | 2:0      | 1:4      |
| Грамші (2)                 | 2:6     | Люфтерарі (2)    | 2:0      | 0:6      |
| Поградеці (2)              | 2:8     | Беселіджа (Лежа) | 2:0      | 0:8      |
| Лачі (2)                   | 4:2     | Люшня            | 3:1      | 1:1      |
| Ерзені (2)                 | 1:3     | Турбіна (2)      | 1:1      | 0:2      |
| Сопоті (2)                 | 2:4     | Аполонія (2)     | 2:1      | 0:3      |
| Дайті (2)                  | 1:5     | Динамо (Тирана)  | 0:2      | 1:3      |
| Білішт Спорті (2)          | 5:8     | Шкумбіні         | 4:5      | 1:3      |
| Ілірія (3)                 | 2:4     | Теута            | 1:1      | 1:3      |
| Томорі (Берат) (2)         | 2:7     | Ельбасані        | 0:0      | 2:7      |
| Буррель (2)                | 3:4     | Кастріоті        | 3:2      | 0:2      |
| Нафтерарі (Кучова) (2)     | 3:9     | Влазнія          | 2:3      | 1:6      |

## 1/8 фіналу
| Команда 1         | Заг. | Команда 2       | 1-й матч | 2-й матч |
| ----------------- | ---- | --------------- | -------- | -------- |
| 13/27 лютого 2008 |      |                 |          |          |
| Лачі (2)          | 2:4  | Тирана          | 1:1      | 1:3      |
| Турбіна (2)       | 0:4  | Теута           | 0:0      | 0:4      |
| Беселіджа (Лежа)  | 0:1  | Влазнія         | 0:1      | 0:0      |
| Скендербеу        | 1:5  | Партизані       | 1:0      | 0:5      |
| Люфтерарі (2)     | 1:3  | Беса            | 1:1      | 0:2      |
| Аполонія (2)      | 3:4  | Динамо (Тирана) | 0:1      | 3:3      |
| Шкумбіні          | 2:3  | Ельбасані       | 2:0      | 0:3 дч   |
| Фламуртарі        | 1:2  | Кастріоті       | 1:1      | 0:1      |

## 1/4 фіналу
| Команда 1         | Заг.    | Команда 2 | 1-й матч | 2-й матч |
| ----------------- | ------- | --------- | -------- | -------- |
| 5/12 березня 2008 |         |           |          |          |
| Кастріоті         | 1:4     | Тирана    | 0:3      | 1:1      |
| Ельбасані         | 3:3 (ч) | Теута     | 1:1      | 2:2      |
| Беса              | 3:7     | Влазнія   | 2:2      | 1:5      |
| Динамо (Тирана)   | 3:1     | Партизані | 3:1      | 0:0      |

## 1/2 фіналу
| Команда 1        | Заг. | Команда 2       | 1-й матч | 2-й матч |
| ---------------- | ---- | --------------- | -------- | -------- |
| 9/23 квітня 2008 |      |                 |          |          |
| Ельбасані        | 3:4  | Тирана          | 0:3      | 3:1      |
| Влазнія          | 7:0  | Динамо (Тирана) | 4:0      | 3:0      |

## Фінал
| 7 травня 2008 |

| Влазнія           | 2:0      | Тирана |
| ----------------- | -------- | ------ |
| Ліка 3' Сукай 38' | Протокол |        |

| Стадіон Ружді Біжута, Ельбасан Глядачів: 15 000 Арбітр: Бабак Рафаті |